# 张福恒
张福恒（1931年—），河北故城人。中华人民共和国政治人物。
文化大革命期间起家，担任天津市委常委，天津市革委会副主任。曾任中共第九、十、十一届中央委员。